# 斯卡利察

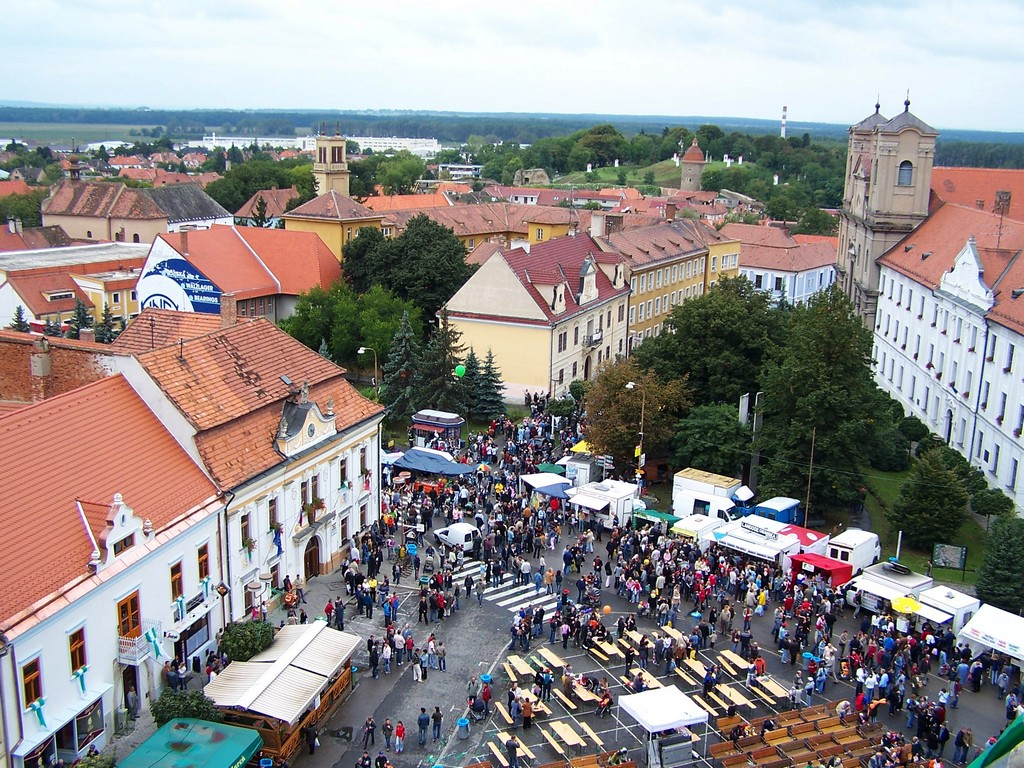

斯卡利察（斯洛伐克语：Skalica；匈牙利语：Szakolca，译名为索科尔察）是斯洛伐克的城鎮，位於該國西部，由特爾納瓦州負責管轄，面積60.01平方公里，海拔高度186米，2005年人口14,963，其中七成居民信奉羅馬天主教。斯卡利察的歷史可以追溯至西元前4000年。

## 外部連結
- Municipal website
- Churches of Skalica （页面存档备份，存于） （英文）
- Stamp of Rotunda of St. George （页面存档备份，存于）